# لیلا آرچری
لیلا آرچری (انگلیسی: Leila Arcieri؛ زادهٔ ۱۸ دسامبر ۱۹۷۳) یک هنرپیشه و مانکن اهل ایالات متحده آمریکا است. وی از سال ۱۹۹۷ میلادی تاکنون مشغول فعالیت بوده‌است.
از فیلم‌ها یا برنامه‌های تلویزیونی که وی در آن نقش داشته است می‌توان به مهدکودک بابا، عشق و رقص و تریپل اکس اشاره کرد.